# دانيال براون
دانيال براون (بالإنجليزية: Daniel Braun)‏ هو مؤلف ألماني وعالم حاسوب.

## حياته
ولد براون في ساربروكن ودرس علم الحاسوب في جامعة سارلاند وجامعة أبردين. وعمل في المركز الألماني لأبحاث الذكاء الصناعي في الفترة من 2010 إلى 2014.

## منشوراته
- دين ريدستون - دليل، 2015. (ردمك 978-3-8266-9678-7)
- برمجة المكوِّنات الإضافية مع جافا، 2015. (ردمك 978-3-9584-5139-1)
- دليل الممارسة الخاص بك، 2014. (ردمك 3-8266-7650-5)
- برمجة روبوتات مع NXC الإصدار الثاني، 2010. (ردمك 3-8266-9064-8)

## وصلات خارجية
- دانيال براون على موقع المكتبة الوطنية الألمانية
- صفحة دانيال براون الخاصة
- أبحاث علمية - المركز الألماني لأبحاث الذكاء الصناعي (DFKI)